# Weisman Art Museum
Weisman Art Museum (w skrócie WAM; pełna nazwa: Frederick R. Weisman Art Museum) – muzeum sztuki w Minneapolis założone w 1934 roku przy miejscowym uniwersytecie jako muzeum edukacyjne oraz publiczne.

## Historia i działalność
Powstanie muzeum związane jest z osobą przedsiębiorcy, filantropa i mecenasa sztuki Fredericka R. Weismana. Pierwotne muzeum powstało w 1934 roku dzięki inicjatywie ówczesnego rektora University of Minnesota Lotusa Coffmana jako University of Minnesota Art Museum. Mieściło się ono w kilku nieużywanych pomieszczeniach Northrop Auditorium. Od 21 listopada 1993 roku zbiory muzeum mieszczą się w budynku zaprojektowanym przez Franka Gehry’ego. Budowa nowego obiektu była możliwa dzięki przekazaniu przez Weismana donacji w wysokości 3 milionów dolarów na rzecz University of Minnesota. Muzeum eksponuje i objaśnia swoje dzieła sztuki poprzez umieszczenie ich w odpowiednich kontekstach kulturowych, społecznych i historycznych. Każdego roku organizowanych jest kilka dużych wystaw, a także sympozja, wycieczki po muzeum oraz imprezy specjalne, poświęcone zagadnieniom edukacyjnym.

## Budynek
W 1992 roku Frank Gehry został wybrany jako projektant budynku dla University of Minnesota Art Museum. W swym projekcie uwzględnił potrzeby muzeum oraz jego przyszłych użytkowników – studentów i pracowników uniwersytetu, dla których było istotne, aby nowy budynek był rozpoznawalny jako należący do świata sztuki a zarazem jako wyjątkowe miejsce na terenie kampusu uniwersyteckiego w Minneapolis. Budynek miał być przyjazny i dostępny dla studentów, pracowników uczelni, jak i zwiedzających muzeum. Gehry był zainteresowany stworzeniem takiej galerii, która byłaby wykwintna, ale zarazem nie przytłaczała swoją urodą dzieł sztuki, które miały być w niej eksponowane. Istotną częścią projektu Gehry’ego były materiały. Architekt jest znany z nietypowych materiałów w swoich projektach architektonicznych. Dla Muzeum im. Weismana wybrał stal nierdzewną, tę samą, z której produkuje się naczynia kuchenne i zlewozmywaki. Wykonane z niej lśniąca, odbijająca światło, bardzo trwała fasada nadała budynkowi niepowtarzalną tożsamość. Od strony zachodniej architekt użył natomiast czerwonej cegły, nadając bryle budynku wygląd urwistych skał wznoszących się nad brzegiem rzeki Missisipi. Konstrukcja muzeum od tej strony przypomina wysoką, nieregularną rzeźbę urozmaiconą oknami i świetlikami, będącymi źródłem naturalnego oświetlenia galerii, a zarazem dającymi zwiedzającym widok na rzekę, przedmieścia Minneapolis i budynki uniwersyteckie. Za swój projekt Gehry zdobył w 1991 roku prestiżową nagrodę Architecture Design Award. Architekt unikał określenia stylu, w jakim zaprojektował budynek muzeum. Jego prace są często kojarzone nie z architekturą, a z abstrakcyjną rzeźbą. Sam twórca wyjaśniał:

Każdy budynek jest ze swej natury rzeźbą. Nic się na to nie poradzi. Rzeźba to obiekt trójwymiarowy i budynek też.

### Rozbudowa
W 2011 roku ukończono rozbudowę budynku muzeum o powierzchnię około 753 m², zaprojektowaną również przez Franka Gehry’ego. Muzeum, ponownie otwarte dla publiczności 2 października tego samego roku, niemal podwoiło powierzchnię swoich galerii umacniając tym samym swoją rolę centrum kulturowego Uniwersytetu, stanu Minnesota oraz odwiedzających go turystów.

### Dane techniczne
- wysokość (szacunkowa) – 26,12 m[4]

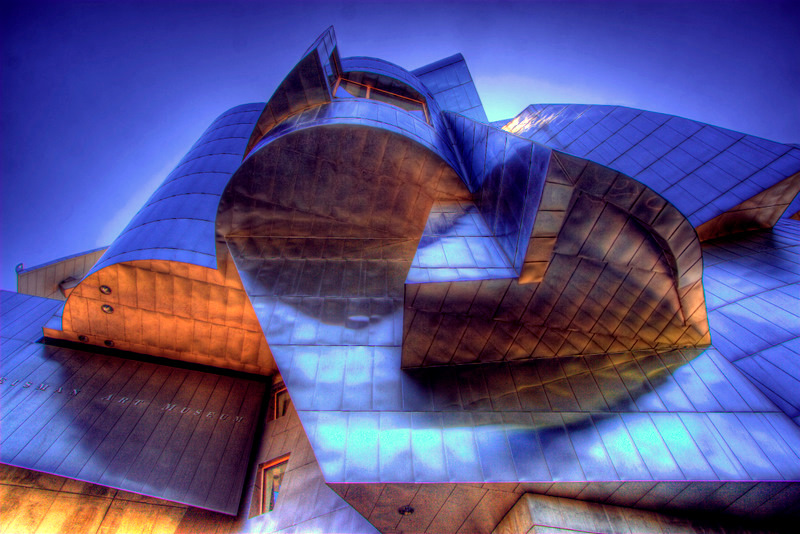
Fragment fasady muzeum

- ilość kondygnacji na powierzchni – 4[4]
- ilość kondygnacji pod ziemią – 2[4]
- elewacja budynku – ściana kurtynowa[4]
- struktura – materiały kompozytowe[4]
- materiał fasady – stal nierdzewna, cegła[4]
- kolor fasady – biały, pomarańczowy[4]
- styl architektoniczny – dekonstruktywizm[4]
- powierzchnia całkowita – 4351 m²[2]
- powierzchnia wystawowa – 1012m²[2]

## Zbiory

### Sztuka publiczna
University of Minnesota realizuje jeden z największych i najbardziej dynamicznych programów sztuki publicznej w kraju. Sztuka publiczna prezentowana jest w ponad trzydziestu miejscach na terenie całego kampusu, między innymi w wejściach do budynków i korytarzach, na dziedzińcach i placach. Zakres formalny prezentowanych dzieł sztuki rozciąga się od tradycyjnej rzeźby po ogrody oraz instalacje multimedialne. Niektóre z nich są interaktywne, inne – wyrazem dyskursu społecznego i politycznego, jeszcze inne upamiętniają osoby i wskazują na wydarzenia historyczne.

### Amerykański modernizm
Z nadejściem modernizmu na przełomie XIX i XX wieku, „nowość” została przyjęta jako pożądana zmiana jakościowa. Bycie nowym i nowoczesnym oznaczało odrzucenie konwencji, tradycji i przeszłości. Zaczęto cenić takie cechy jak indywidualizm, niepowtarzalność i osobistą ekspresję. Aby wyrazić siebie artyści wypracowali nowe i zróżnicowane środki wyrazu. Przed 1945 rokiem amerykańscy artyści dla osiągnięcia sukcesu musieli studiować lub żyć w Europie. Ten milczący wymóg przestał obowiązywać w czasie II wojny światowej, kiedy Nowy Jork stał się międzynarodowym ośrodkiem sztuki. Chociaż amerykańscy artyści czerpali inspirację i pomysły stylistyczne od ich europejskich odpowiedników, stworzyli swój własny język malarski. W zbiorach amerykańskiego modernizmu znajdują się największe na świecie kolekcje prac Marsdena Hartleya i Alfreda Maurera, jak również ważne dzieła ich współczesnych, jak Milton Avery, Lyonel Feininger i Georgia O’Keeffe.

### Ceramika
Weisman Art Museum posiada szczególnie bogatą kolekcję ceramiki, która obejmuje około 2000 wyrobów ceramicznych z różnych epok, miejsc geograficznych, kultur i stylów. Kolekcja ceramiki ukazuje różne sposoby, w jaki artyści, tak w przeszłości, jak i obecnie wykorzystywali i wykorzystują glinę do tworzenia dzieł sztuki, zarówno w ramach swojego czasu i kultury, jak i w zgodzie ze swymi indywidualnymi założeniami artystycznymi.

### Tradycyjne meble koreańskie
Kolekcja tradycyjnych koreańskiej mebli w muzeum imienia Weismana, jeśli chodzi o różnorodność i zasięg, nie ma sobie równych w Stanach Zjednoczonych, i jest być może bezkonkurencyjna poza Azją. Obejmuje ona około 200 mebli z czasów dynastii Joseon, 80 kamionek z czasów królestwa Silla, około 150 obrazów ludowych, drewniane miski i naczynia, oraz innych wyroby sztuki ludowej i rzemiosła. Kolekcja ta znalazła się w posiadaniu muzeum w 1988 roku jako dar Edwarda Reynoldsa Wrighta (syna). Podczas swego pobytu w Korei, a później w Japonii i San Francisco zgromadził on kolekcję tradycyjnych mebli koreańskich i elementów wyposażenia wnętrz, starając się przy tym, aby były w niej reprezentowane wszystkie style regionalne, wszystkie rodzaje drewna i wszystkie typy skrzyń. Jego kolekcja zawiera skrzynie do przechowywania odzieży męskiej i damskiej, tace stołowe, pudełka na dokumenty, przybory do pisania, biurka, szafki kuchenne, naczynia na ryż, pudełka przechowywania prezentów ślubnych, łóżka, komody, pudelka na lekarstwa i monety skrzynki, pudełka do makijażu i lustra, pudełka do tytoniu i na przybory do szycia, regały na książki oraz inne wyroby.

### Garncarstwo ludu Mimbres
Starożytny lud Mimbres zamieszkiwał pustynne doliny południowo-zachodniego Nowego Meksyku, tereny wzdłuż małych rzek płynących z okolicznych gór oraz niektóre regiony Arizony i północnego Meksyku. W stosunkowo krótkim okresie, od roku 850 do 1150 wyrabiał on dekoracyjne przedmioty ceramiczne, w tym czarno-białe miski. Tematyka graficzna ich wyrobów to polowanie, gry, taniec, pływanie, zwierzęta, stworzenia mitologiczne oraz wyobrażenia gór, chmur i roślin. Tematem malowanych przez Mimbres obrazów były również abstrakcyjne wzory, często określane jako geometryczne. Wiele z nich przypomina podobne wzory malowane na ceramice przez współczesnych Indian Pueblo. Około roku 1150 Mimbres opuścili swoje wioski udając się wraz ze swym dobytkiem w nieznanym kierunku. Archeolodzy nie znaleźli przyczyny jej masowej migracji.